# 마틴 오맬리
마틴 조지프 오맬리(영어: Martin Joseph O'Malley, 1963년 1월 18일~)는 미국의 정치인, 법조인이다. 볼티모어 시장(1999-2007)과 메릴랜드주 주지사(2007-2015)를 역임했다.

## 역대 선거 결과
| 선거명      | 직책명                      | 대수 | 정당   | 득표율 | 득표수      | 결과 | 당락                 |
| ----------- | --------------------------- | ---- | ------ | ------ | ----------- | ---- | -------------------- |
| 1991년 선거 | 시의원 (볼티모어 제3선거구) | -대  | 민주당 | 26.84% | 12,122표    | 1위  | 볼티모어 시의원 당선 |
| 1995년 선거 | 시의원 (볼티모어 제3선거구) | -대  | 민주당 | 29.55% | 9,883표     | 3위  | 볼티모어 시의원 당선 |
| 1999년 선거 | 볼티모어 시장               | 47대 | 민주당 | 90.49% | 87,607표    | 1위  | 볼티모어 시장 당선   |
| 2004년 선거 | 볼티모어 시장               | 47대 | 민주당 | 86.87% | 173,030표   | 1위  | 볼티모어 시장 당선   |
| 2006년 선거 | 메릴랜드 주지사             | 61대 | 민주당 | 52.69% | 942,279표   | 1위  | 메릴랜드 주지사 당선 |
| 2010년 선거 | 메릴랜드 주지사             | 61대 | 민주당 | 56.25% | 1,044,961표 | 1위  | 메릴랜드 주지사 당선 |